# Dichterkomponist

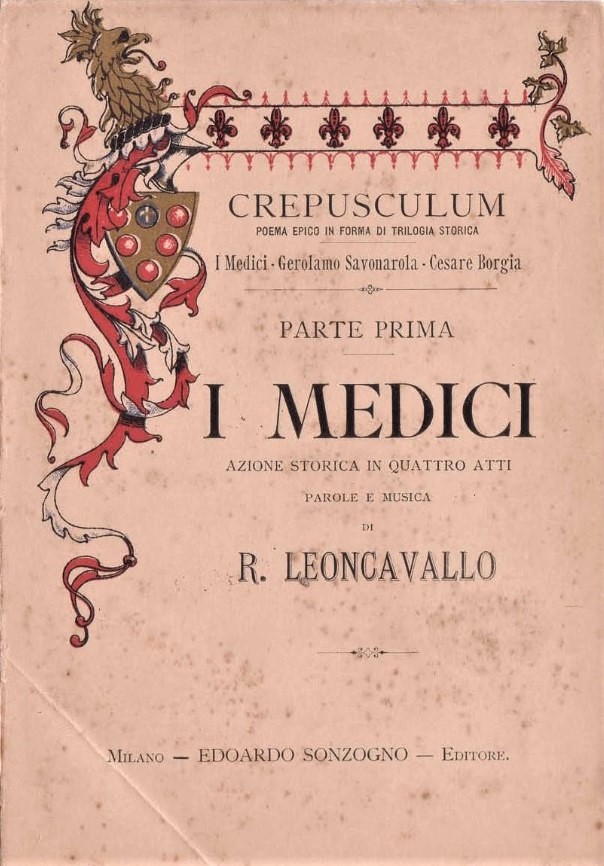
Partitur für die 1893 gedichtete und komponierte Oper I Medici, „Parole e Musica di R. Leoncavallo“, 1894

Der Begriff Dichterkomponist bezeichnet eine Person, die sowohl als Komponist als auch als Dichter tätig ist.

## Definition und Begriff
In der Regel ist damit nicht nur ein „Dichter und Komponist in einer Person“ gemeint, sondern jemand, der seine eigenen literarischen Texte vertont – seien dies nun Lieder, geistliche oder weltliche Vokalwerke, Opern, Operetten oder Musicals. In der Pop- und Rockmusik spricht man dementsprechend von Singer-Songwriter oder Liedermacher.
Der Begriff wurde spätestens vom Romantiker Peter Cornelius erstmals verwendet, und zwar in Bezug auf sich selbst. Verbreitung fand die Bezeichnung wohl erst in der zweiten Hälfte des 19. Jahrhunderts: Im Grimmschen Wörterbuch von 1860 ist der Begriff nicht enthalten.

## Geschichte
In der Antike wurden Gedichte teils verbal rezitiert, teils aber auch (vor allem im religiösen Kontext) gesungen. Die mittelalterlichen adeligen Troubadours und Minnesänger trugen ihre Werke ebenfalls gesanglich, teilweise in Begleitung von Musikinstrumenten vor. An diese Tradition knüpften in der Frühen Neuzeit die bürgerlichen Meistersinger an sowie andere Dichterkomponisten von weltlichen und geistlichen Liedern. Besonders zahlreich waren Dichterkomponisten in der Romantik. Das Ideal der Zusammenführung der Künste durch den universellen Künstler geht auf den frühromantischen Philosophen Friedrich Schlegel zurück und fand seine theoretische und praktische Vollendung im Werk Richard Wagners. Schlüsselbegriffe seines Werks sind „Musikdrama“ (Zusammenführung von Poesie und Musik in der Oper) und „Gesamtkunstwerk“ (Einheit der Künste im autonomen Werk des Künstlers).

## Beispiele berühmter Dichterkomponisten

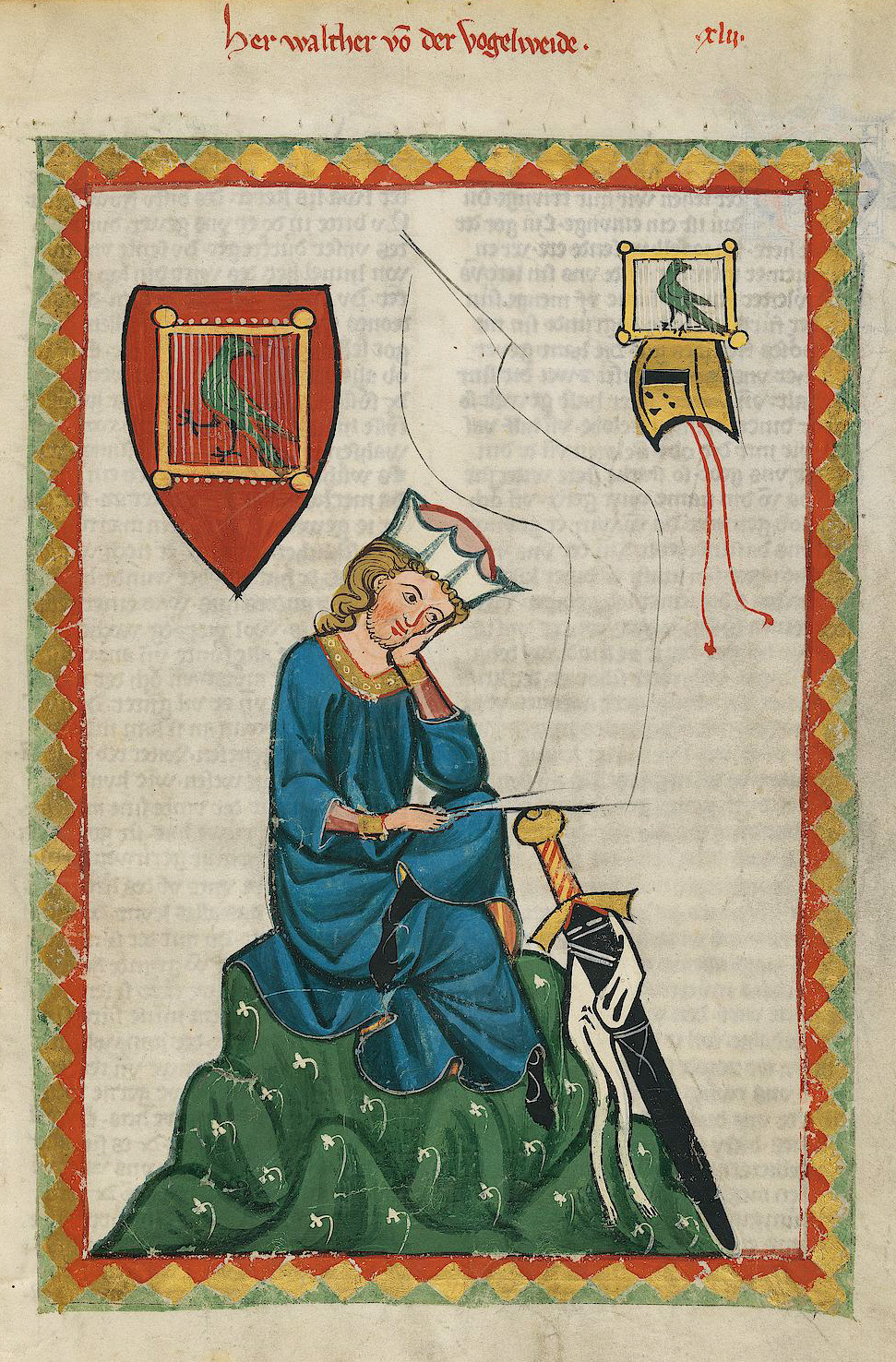
Walther von der Vogelweide im Codex Manesse, um 1310

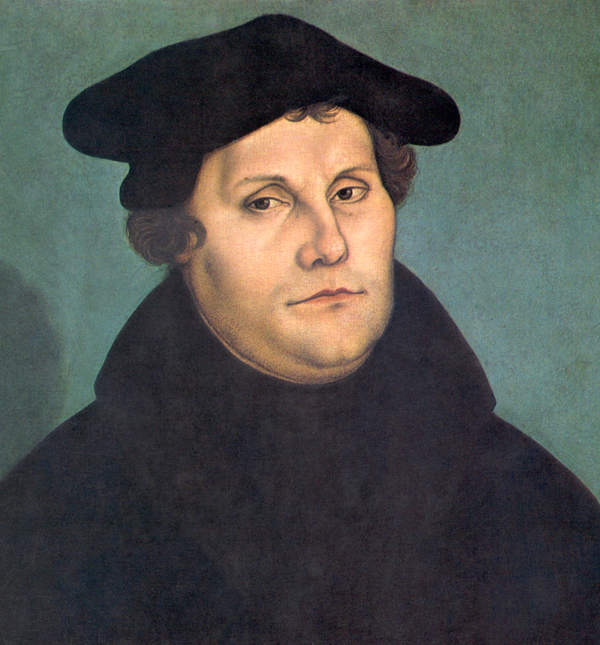
Martin Luther, 1529

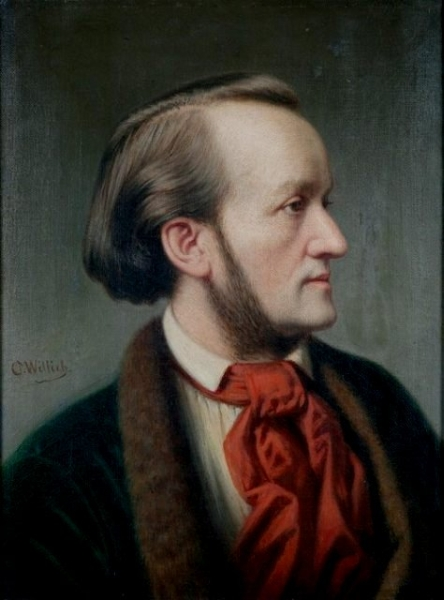
Richard Wagner, 1862

### Antike
- Pindar (um 520 v. Chr.–nach 446 v. Chr.), schrieb chorlyrische Oden, vermutlich zu eigener Musik

### Mittelalter
- Arnaut Daniel (um 1150–um 1205), Troubadour
- Walther von der Vogelweide (um 1170–um 1230), Minnesänger
- Wolfram von Eschenbach (um 1170–um 1220), Ependichter und Minnesänger
- Oswald von Wolkenstein (1377–1445), Verfasser von Liedern samt zugehöriger Melodien

### Reformationszeit und Barock
- Martin Luther (1483–1546), Reformator, verfasste und vertonte mindestens 35 Kirchenchoräle (Beispiele: Ein feste Burg ist unser Gott, Vom Himmel hoch, da komm ich her)
- Hans Sachs (1494–1576), Meistersinger
- John Dowland (1563–1626), Sänger und Lautenist, Dichter und Komponist
- Johann Hermann Schein (1586–1630), Liederdichter und -komponist
- Constantin Christian Dedekind (1628–1715), Liederdichter und -komponist

### Romantik
- E. T. A. Hoffmann (1776–1822), als Dichter ein Hauptvertreter der Romantik, griff als spätklassischer Komponist bei all seinen Vokalwerken auf Libretti anderer Dichter zurück.
- Ernst Anschütz (1780–1861), bekannt als Dichter und Komponist von Liedern im Volksliedton (Beispiel: Musikalisches Schulgesangbuch)
- Leopold Schefer (1784–1862), vertonte eigene Lieder
- Carl Blum (1786–1844), vertonte eigene Libretti und Arientexte für Opern
- Albert Lortzing (1801–1851), Hauptvertreter der deutschen Spieloper, für die er Libretti und Musik schrieb (Beispiel: Zar und Zimmermann, Der Wildschütz)
- Hector Berlioz (1803–1869), Komponist, der sich an Libretti beteiligte (Beispiel: La damnation de Faust)
- Richard Wagner (1813–1883), schrieb die Libretti für sämtliche seiner Opern und Musikdramen selbst. Wagner zählt zu den wenigen Künstlern, die sowohl als Komponisten, wie auch als Dichter (und in seinem Falle auch als Kunsttheoretiker) große Bedeutung erlangt haben. (Beispiele: Der Ring des Nibelungen, Tristan und Isolde, Parsifal; in Tannhäuser und der Sängerkrieg auf der Wartburg und Die Meistersinger von Nürnberg greift Wagner die Tradition des Dichterkomponisten bewusst auf, um kunsttheoretische Fragen im Kunstwerk selbst zu behandeln.)
- Joseph Joachim Raff (1822–1882), positionierte sich als klassizistischer Gegenspieler Wagners, übernahm aber vieles von diesem: So auch die Vertonung selbst verfasster Opernlibretti (Beispiele: Samson, Die Eifersüchtigen).
- Peter Cornelius (1824–1874), verfasste die Libretti für seine Opern und die Gedichtvorlagen für viele seiner Lieder selbst. (Beispiel: Der Barbier von Bagdad)
- Franz von Holstein (1826–1878), Lied- und Opernkomponist und -dichter
- Adalbert von Goldschmidt (1848–1906), Opernkomponist und -dichter
- Ruggero Leoncavallo (1857–1919), Opernkomponist und -dichter (Beispiele: Pagliacci, I Medici)
- Frederick Delius (1862–1934), Opernkomponist und -dichter (Beispiel: A Village Romeo and Juliet)
- Ferruccio Busoni (1866–1924), Opernkomponist und -dichter (Beispiel: Turandot)
- Siegfried Wagner (1869–1930), Sohn von Richard Wagner und ebenfalls Librettist und Komponist von Musikdramen (Beispiel: Der Bärenhäuter)
- Franz Schreker (1878–1934), für acht seiner zehn vollendeten Opern schrieb er selbst das Libretto (Beispiel: Irrelohe)

### Moderne
- Hans Pfitzner (1869–1949), Komponist und Schriftsteller (Beispiel: Palestrina)
- Olivier Messiaen (1908–1992), Komponist, Librettist und Liedautor (Beispiele: Saint François d’Assise, Poèmes pour Mi)
- Paul Burkhard (1911–1977), Komponist von Liedern, Operetten, Opern und Musicals (Beispiel: D Zäller Wiehnacht)
- Jerry Herman (1931–2019), Musical-Komponist, der in der Regel die Liedtexte selbst schrieb (Beispiel: Hello Dolly)